# Borosjenő
Borosjenő (románul Ineu, szerbül Janopol, törökül Yanova), város Romániában, Arad megyében.

## Fekvése
Aradtól 48 km-re északkeletre, a Fehér-Körös partján fekvő egykori járási székhely.

## Nevének eredete
Neve a magyar Jenő törzsnévből ered, melynek szállásterülete lehetett. Előtagja a környék gazdag bortermő voltára utal.

## Története
Várát 1295-ben említik először castri Jeneu alakban. 1332-ben Jeno néven szerepel. Albert magyar király 1438-as sikertelen hadjárata után a Murád szultán bosszúja elől menekülő szerbek telepedtek le itt. A település szerb neve Hunyadi János tiszteletére született. 1564-ben elfoglalták a törökök, 1595-ben Borbély György karánsebesi bán foglalja vissza. 1658-ban ismét a törökök kezére került, akiktől a települést 1693-ban foglalták vissza. Ma is látható négy saroktornyos várkastélya, iskola van benne. Határában a balukányi malom környékén lehetett a 13. századi eredetű, de először 1318-ban említett Szent Dénes tiszteletére szentelt monostor és a mellette állt Szentlélek templom, melyek a tizenöt éves háborúban pusztulhattak el.
Itt tette le a fegyvert 1849. augusztus 21-én Vécsey Károly tábornok Fjodor Vasziljevics Rüdiger orosz tábornok serege előtt. Leiningen-Westerburg Károly tábornok, a tizenhárom aradi vértanú egyike, a katolikus templomban van eltemetve.
A trianoni békeszerződésig Arad vármegye Borosjenői járásának székhelye volt.

## Népessége
1910-ben 6599 lakosából 4084 román, 2339 magyar és 101 német volt.
1992-ben a hozzá tartozó Apatelekkel együtt 10 915 lakosa volt, ebből 9438 román (86,46%), 1126 magyar (10,31%), 182 cigány (1,66%) és 85 német (0,77%).

## Nevezetességei
- Borosjenői várkastély, a „jenői vár”, a török időkben a jenői pasa székhelye.

## Neves személyek
- Itt született 1650-ben vagy 1651-ben Nagyari József református prédikátor, egyházi író.
- Itt született 1806-ban Institoris János megyei főjegyző, váltótörvényszéki elnök.
- Itt született 1850-ben báró Atzél Béla neves utazó, az országos kaszinó igazgatója.
- Itt született 1923-ban Jozefovits Ferenc tüdőgyógyász, orvosi szakíró, egyetemi oktató.
- Borosjenőn volt eltemetve 1849 és 1974 között Leiningen-Westerburg Károly, Aradon kivégzett vértanú tábornok. Emléktáblája a református templomban látható.[3]
- Borosjenőn töltötte élete egy részét és itt is halt meg Diószeghy László festő, rovartani szakíró.